# روزوورثی، استرالیای جنوبی
روزوورثی (به انگلیسی: Roseworthy) یک شهرک در استرالیا است که در استرالیای جنوبی واقع شده‌است.